# بالادزا
بالادزا، روستایی بود از توابع بخش مرکزی شهرستان ساری در استان مازندران ایران که در سال ۱۳۹۵ به شهر ساری الحاق شد و اکنون یکی از محلات منطقه ۳ شهرداری ساری بشمار می‌رود.

## جمعیت
این محله در شهر ساری قرار داشته و براساس آخرین سرشماری مرکز آمار ایران که در سال ۱۳۸۵ صورت گرفته، جمعیت آن ۵۹۹۸نفر (۱۵۶۰خانوار) بوده‌است.